# Microcyclus achalensis
Microcyclus achalensis är en svampart som först beskrevs av Speg., och fick sitt nu gällande namn av Arx 1962. Microcyclus achalensis ingår i släktet Microcyclus och familjen Mycosphaerellaceae.   Inga underarter finns listade i Catalogue of Life.